# Kim Ju-ha
Kim Ju-ha (koreanisch 김주하; * 16. Januar 2001) ist eine südkoreanische Leichtathletin, die sich auf den Sprint spezialisiert hat.

## Sportliche Laufbahn
Erste internationale Erfahrungen sammelte Kim Ju-ha im Jahr 2023, als sie bei den World University Games in Chengdu mit 12,39 s und 25,78 s jeweils in der ersten Runde über 100 und 200 Meter ausschied. 2025 schied sie bei den Asienmeisterschaften in Gumi mit 56,96 s in der Vorrunde im 400-Meter-Lauf aus und belegte mit der südkoreanischen Mixed-Staffel über 4-mal 400 Meter in 3:22,87 min den fünften Platz. Zudem gelangte sie mit der Frauenstaffel über diese Distanz mit 3:42,61 min auf Rang sechs.
2024 wurde Kim südkoreanische Meisterin in der 4-mal-100- und 4-mal-400-Meter-Staffel.

## Persönliche Bestzeiten
- 100 Meter: 12,19 s (+1,2 m/s), 24. Mai 2022 in Iksan
- 200 Meter: 24,70 s (−0,4 m/s), 1. Mai 2025 in Naju
- 400 Meter: 55,81 s, 21. April 2025 in Gumi